# Podpolichno
Podpolichno – wieś w Polsce, położona w województwie świętokrzyskim, w powiecie kieleckim, w gminie Chęciny.
| SIMC    | Nazwa    | Rodzaj     |
| ------- | -------- | ---------- |
| 0234347 | Charężów | przysiółek |
| 0234353 | Zacisze  | przysiółek |

W latach 1975–1998 miejscowość administracyjnie należała do województwa kieleckiego.